# Cephalosphaera macroctenia
Cephalosphaera macroctenia är en tvåvingeart som beskrevs av José Albertino Rafael 1992. Cephalosphaera macroctenia ingår i släktet Cephalosphaera och familjen ögonflugor. Inga underarter finns listade i Catalogue of Life.